# Comté de Westmorland
Pour les articles homonymes, voir Westmorland (homonymie).
Le comté de Westmorland est situé au sud-est du Nouveau-Brunswick, au Canada.

## Toponymie
Il serait nommé ainsi d'après sa proximité avec le comté de Cumberland, par analogie avec le comté de Westmorland en Angleterre, soit d'après la ressemblance entre les marais de Tintamarre et ceux d'Angleterre.

## Histoire
Le comté de Westmorland est l'un des huit comtés d'origines de la province, créée en 1784. Son territoire faisait auparavant partie du comté de Sunbury de la Nouvelle-Écosse. Le sud-ouest du comté a été séparé en 1845 pour former le comté d'Albert.

## Géographie
Le comté est limitrophe du comté d'Albert au sud-ouest, des comtés de Kings et de Queens à l'ouest, du comté de Kent au nord et de la Nouvelle-Écosse au sud-est. Une partie de la frontière avec le comté d'Albert est formée par la rivière Petitcodiac et le comté est bordé à l'est par le détroit de Northumberland.
Le comté comprend une partie continentale et la partie ouest de l'isthme de Chignectou. Deux péninsules notables sont celles du cap Tourmentin et celle du cap Maringouin. Le relief est peu escarpé mais on trouve tout de même quelques massifs de collines. Au sud s'élèvent les Grandes Buttes et le massif de la colline Coppermine. Ce dernier est lui-même séparé du cap Maringouin par une petite vallée. Le mont Lutes s'élève au nord-ouest du comté. Il y a quelques autres sommets isolées, telles que le mont Uniacke, la crête de Jolicœur et la crête du fort Beauséjour. Il y a également une petite partie des collines calédoniennes comprises à l'extrémité ouest du territoire.
Les principales régions naturelles sont les Trois-Rivières à l'ouest et le Beaubassin à l'est.
Le cap Maringouin sépare en deux la baie de Chignectou, un bras de la baie de Fundy. À l'ouest se trouve la baie de Chipoudy et à l'est le bassin de Cumberland. La rivière Petitcodiac, le principal cours d'eau du comté, se jette dans la baie de Chipoudy. Ses principaux affluents sont la rivière Pollet et la rivière Memramcook. Les principaux cours d'eau se déversant dans le bassin de Cumberland sont, d'ouest en est, la rivière Tintamarre, la rivière du Lac et la rivière Mésagouèche. Cette dernière forme une partie de la frontière avec la Nouvelle-Écosse. Les principaux cours d'eau du détroit de Northumberland sont, d'ouest en est, la rivière Cocagne, la rivière Shédiac, la rivière Scoudouc, la rivière Kouchibouguac, la rivière Tidiche, la rivière Gaspareau et la rivière Tidnish. Cette dernière forme une partie de la frontière avec la Nouvelle-Écosse. Il y a également la rivière Canaan qui coule au nord-ouest mais qui se déverse plus loin dans le fleuve Saint-Jean.
Le comté compte de nombreux marais. Les principaux sont le mocauque de Canaan au nord-ouest et le marais de Tintamarre au sud-est. La plupart du territoire est couvert de forêts. Les principales sont la forêt de Fundy, à l'ouest, la Grande Forêt, au nord, et le bois de l'Aboujagane, à l'est.

## Démographie
| 2001    | 2006    | 2011    | 2016    |
| ------- | ------- | ------- | ------- |
| 124 688 | 132 849 | 144 158 | 149 623 |

## Administration

### Liste des gouvernements locaux
| Numéro | Nom                  | Statut            | Population estimée (2021) | ± | Superficie (km²) | Densité |
| ------ | -------------------- | ----------------- | ------------------------- | - | ---------------- | ------- |
| 31     | Beausoleil (partie)  | Communauté rurale | 7433                      |   |                  |         |
| 38     | Cap-Acadie           | Ville             | 8801                      |   |                  |         |
| 36     | Dieppe               | Cité              | 26120                     |   |                  |         |
|        | Fort Folly 1         | Réserve indienne  |                           |   | 0,58             |         |
| 32     | Maple Hills (partie) | Communauté rurale | 8905                      |   |                  |         |
| 41     | Memramcook           | Village           | 4778                      |   | 185,71           |         |
| 34     | Moncton              | Cité              | 72571                     |   |                  |         |
| 33     | Salisbury            | Ville             | 5838                      |   |                  |         |
| 37     | Shédiac              | Ville             | 9441                      |   |                  |         |
| 39     | Strait Shores        | Communauté rurale | 1803                      |   |                  |         |
| DR 7   | Sud-Est (partie)     | District rural    | 4328                      |   |                  |         |
| 40     | Tantramar            | Ville             | 8352                      |   |                  |         |
| 43     | Three Rivers         | Village           | 1383                      |   |                  |         |

### Circonscriptions électorales
Le comté comprend une partie des circonscriptions électorales fédérales de Beauséjour, Fundy Royal et Moncton—Riverview—Dieppe. Il comprend aussi les circonscriptions électorales provinciales de Dieppe-Centre–Lewisville, Memramcook-Lakeville-Dieppe, Moncton-Crescent, Moncton-Est, Moncton-Nord, Moncton-Ouest, Shediac—Cap-Pelé et Tantramar ainsi que des portions de Petitcodiac et Kent-Sud.

### Organismes publics
Les écoles francophones sont regroupées dans les districts scolaires 1 et 11, tandis que les écoles anglophones sont regroupées dans le district scolaire #2.
Les soins de santé sont gérés par la Régie régionale de la santé Beauséjour pour le secteur francophone et par la Régie régionale de la santé Sud-Ouest pour le secteur anglophone.
Au niveau de l'urbanisme, les différentes municipalités sont regroupées dans les commissions d'aménagement suivantes : la Commission d'aménagement Beaubassin, la Commission du district d'aménagement du Grand Moncton et la Commission du district d'aménagement de Tantramar.

### Ancienne administration territoriale
La municipalité du comté de Westmorland fut constituée en 1877 et dissoute le 9 novembre 1966. Dorchester, le chef-lieu, comptait donc plusieurs bâtiments administratifs, tels qu'une prison et un palais de justice. Le conseil municipal était formé d'un préfet et de conseillers de paroisses. Les conseillers étaient élus au suffrage universel tandis que le préfet était élu par les conseillers. Le comté était subdivisé en sept paroisses: Botsford, Dorchester, Moncton, Sackville, Salisbury, Shédiac et Westmorland. Toutes ses paroisses subsistent encore officiellement mais comme le comté n'ont plus de réelle signification. Celles-ci ont été transformées en district de services locaux en 1966 et en grande partie démembrées durant les années suivantes pour former d'autres DSL ou municipalités.
| Période                                  | Période | Identité            | Étiquette | Qualité |
| ---------------------------------------- | ------- | ------------------- | --------- | ------- |
| 195?                                     | 195?    | Percy Eagles        |           |         |
| ????                                     | ????    | Édouard Léger       |           |         |
| 1928                                     |         | Alphonse Leblanc    |           |         |
| 1902                                     | 1902    | Amos Truman         |           |         |
| 18??                                     |         | Charles Black       |           | Médecin |
| 1877                                     |         | Pierre-Amand Landry |           |         |
| Les données manquantes sont à compléter. |         |                     |           |         |

## Tourisme

### Lieux patrimoniaux

#### Nationaux
- Cale sèche de La Coupe
- Édifice du Dominion
- Fort Beauséjour
- Fort Gaspareaux
- Gare de Sackville
- Maison Hammond
- Monument Lefebvre

#### Provinciaux
- Bell Inn
- Chapelle Sainte-Anne-de-Beaumont
- Église Saint-Henri-de-Barachois
- Immeuble Wood
- Maison Keillor
- Maison Pascal-Poirier
- Manufacture de carrosses Campbell
- Théâtre Capitol

### Parcs
- Parc provincial de la Plage-Murray
- Parc provincial de la Plage-Parlee
- Réserve nationale de faune du Cap-Jourimain
- Réserve nationale de faune de Tintamarre
- Zone naturelle protégée des Tourbières de Canaan

### Autres
- Côte magnétique
- Palais de Crystal